# Colletes alfkeni
Colletes alfkeni là một loài Hymenoptera trong họ Colletidae. Loài này được Noskiewicz mô tả khoa học năm 1958.